# Красный Лиман (Воронежская область)
Кра́сный Лима́н — село в Панинском районе Воронежской области.
Административный центр Краснолиманского сельского поселения.

## География
Село находится по берегам реки Тамлык.

## История
Село Красный Лиман получило название в связи с переименованием Указом Президиума Верховного Совета РСФСР (ист. «Коммуна», Воронеж, № 274 (2732) от 29 ноября 1938 года). Ранее именовалось село «Хреновские выселки» или «Тамлык».
Основание села относится к середине XVIII века, когда по берегам реки возникло несколько хуторов — выселков из более старых сёл Воронежского уезда.
В середине XIX века хутора сливаются и получают общее название «Хреновские выселки» или «Тамлык». В 1859 г. здесь проживал 81 человек.
- В 1892 г. в селе была возведена каменная Покровская церковь, построенная в стиле неоклассицизма, в настоящее время охраняемая как памятник архитектуры.
- В 1900 г. в селе проживали 4445 человек, было 523 двора, общественное здание, школа, 11 ветряных мельниц, 9 рушек, 8 кирпичных заводов, кузницы, чайная лавка, трактир.

В начале XX века при селе действовало 5 конных заводов по разведению битюгской породы лошадей.
В 1938 − 1957 годах село являлось районным центром Лимановского района.
До 2014 года называлось Красный Лиман 1-й.

## Население
| 1859 | 1897  | 2000  | 2005 | 2007 | 2010 |
| ---- | ----- | ----- | ---- | ---- | ---- |
| 2235 | ↗4518 | ↘1052 | ↘851 | ↘811 | ↘749 |

## Транспорт
В с. Красный Лиман можно доехать с Левобережного автовокзала Воронежа.

## Виды Красного Лимана
- Въезд в К.Лиман
- Переезд через р.Тамлык
- Вид на церковь
- Вид церкви